# Veronica Fraley
Veronica Fraley (* 27. Mai 2000 in Raleigh, North Carolina) ist eine US-amerikanische Leichtathletin, die sich auf den Diskuswurf spezialisiert hat.

## Sportliche Laufbahn
Veronica Fraley studierte ab 2018 an der Clemson University und sammelte 2019 erste Erfahrungen bei internationalen Meisterschaften, als sie bei den U20-Panamerikameisterschaften in San José mit einer Weite von 50,43 m den fünften Platz im Diskuswurf belegte. 2022 siegte sie mit 62,30 m beim USATF Throws Fest und anschließend mit 57,71 m beim Vancouver Sun Harry Jerome International Track Classic. Im Juli startete sie bei den Weltmeisterschaften in Eugene und schied dort mit 58,32 m in der Qualifikationsrunde aus. Im Jahr darauf verpasste sie bei den Weltmeisterschaften in Budapest mit 59,36 m ebenfalls den Finaleinzug. Ende Oktober brachte sie bei den Panamerikanischen Spielen in Santiago de Chile keinen gültigen Versuch zustande. 2024 wurde sie NCAA-Collegemeisterin im Diskuswurf und schied im August bei den Olympischen Sommerspielen in Paris mit 63,54 m in der Qualifikationsrunde aus.

## Persönliche Bestleistungen
- Kugelstoßen: 18,29 m, 10. Mai 2024 in Gainesville
- Diskuswurf: 67,17 m, 13. April 2024 in Ramona